# Leżajsk
Leżajsk este un oraș în Polonia.